# Whitney Terrell
Pour les articles homonymes, voir Terrell.
Whitney Terrell, né le 3 octobre 1967 à Kansas City, dans l'État du Missouri, est un écrivain et un journaliste américain, auteur de roman policier.

## Biographie
Whitney Terrell naît en 1967 à Kansas City dans le Missouri. Il obtient un baccalauréat en littérature anglaise à l'université de Princeton en 1991. Il s'installe en 1992 à Iowa City dans l'Iowa pour suivre les cours de l'université de l'Iowa via l'Iowa Writers' Workshop. Il y obtient un MFA.
Après l'obtention de son diplôme, il travaille comme vérificateur de faits pour le journal The New York Observer et enseigne à l'université Rockhurst (en).
En 2001, il publie son premier roman, The Huntsman, qui narre l'histoire de Booker Short, un ancien détenu noir installé à Kansas City à l'époque de la ségrégation raciale et qui est accusé du meurtre d'une jeune aristocrate blanche. Il signe en 2005 un second roman se déroulant à la même époque, The King of Kings County.
En 2006 et 2010, il suit comme journaliste l'armée américaine en Irak. Il couvre ces faits pour le The Washington Post, Slate et National Public Radio. Il collabore également avec d'autres journaux et magazines, comme The New York Times, Details (en), Harper's Magazine, The Kansas City Star et le The Atlanta Journal-Constitution au cours de sa carrière et enseigne ou bénéficie de programmes d'écritures dans différentes universités américaines.
En 2016, il publie un troisième roman, The Good Lieutenant, inspiré par la Guerre d'Irak.
En France, son premier roman a été traduit par la maison d'édition Payot & Rivages sous le titre Le Chasseur solitaire dans ses collections Rivages/Thriller et Rivages/Noir en 2010 et 2013.

## Œuvre

### Romans
- The Huntsman (2001) Publié en français sous le titre Le Chasseur solitaire, traduction de Jean-Paul Gratias, Paris, Payot & Rivages, coll. « Rivages/Thriller », 2010 ; réédition Paris, Payot & Rivages, coll. « Rivages/Noir » no 915, 2013
- The King of Kings County (2005)
- The Good Lieutenant (2016)